# Cyptotrama lachnocephalum
Cyptotrama lachnocephalum är en svampart som först beskrevs av Narcisse Theophile Patouillard, och fick sitt nu gällande namn av Rolf Singer 1973. Cyptotrama lachnocephalum ingår i släktet Cyptotrama och familjen Physalacriaceae.   Inga underarter finns listade i Catalogue of Life.